# Ceguera por falta de atención
La ceguera por falta de atención también llamada ceguera disatencional, ceguera por inatención, o prueba del gorila invisible es la incapacidad de una persona de notar un estímulo inesperado que está en el campo visual cuando la persona está realizando otras tareas que demandan atención. Está categorizado como un error de la atención y no está asociado con ninguna deficiencia visual. Esto generalmente sucede porque estamos sobresaturados con estímulos y no es posible prestarle atención a todos los estímulos del ambiente. Se han realizado múltiples experimentos para demostrar este fenómeno.
El término ceguera por falta de atención ("inattentional blindness" en inglés) fue acuñado por Arien Mack e Irvin Rock en 1998. Fue usado como el título del libro publicado por Mack y Rock en 1998.

## Captura cognitiva
La captura cognitiva es un fenómeno de ceguera por falta de atención en la cual el observador está demasiado enfocado en una tarea, pensamiento, etc., y no en el ambiente circundante. Por ejemplo, al conducir, si el conductor está muy concentrado en el velocímetro y no en la ruta, sufre "captura cognitiva".

## Experimentos realizados sobre ceguera por falta de atención

### La prueba del Gorila Invisible
El estudio más conocido que demuestra la ceguera por falta de atención es el del Gorila Invisible, conducido por los doctores en psicología Daniel Simons de la Universidad de Illinois y Christopher Chabris de la Universidad de Harvard. En este estudio, una versión modificada de los estudios previamente realizados por Ulric Neisser, Neisser y Becklen, en 1975, se le pide a los sujetos mirar un video corto donde aparecen dos grupos de personas vestidos de blanco o negro que hacen pases con una pelota. Se le pide a los sujetos que cuenten los pases del grupo vestidos de blanco, ignorando a los de negro, o que cuenten los pases hechos con rebote o sin rebote. En las diferentes versiones del video, hay un momento donde una persona camina entre los dos grupos, llevando un paraguas o vistiendo un disfraz de gorila. Después de ver el video, se les pregunta a los sujetos si vieron algo fuera de lo común, en la mayoría de los casos, 50% de los sujetos afirman que no había ningún "gorila", llegando incluso a acusar a los investigadores de cambiarles el video cuando les vuelven a mostrar el video, esta vez sin contar para que no sufran del efecto de la ceguera. La incapacidad de ver la persona con el paraguas o disfrazada es atribuida a la incapacidad de prestar atención a los alrededores mientras los sujetos se encuentran en la tarea de contar los pases. Estos resultados indican que la relación entre lo que está en el campo de visión y la percepción está basada mucho más en la atención de lo que antes se pensaba.
Este experimento supuso, para Simons y Chabris, ganar el Premio Ig Nobel de Psicología en 2004.

### El experimento del payaso en el monociclo
Este experimento fue realizado para evaluar cómo los celulares contribuían a la ceguera por falta de atención en acciones básicas como caminar. Los participantes eran divididos en cuatro grupos: hablando por teléfono, escuchando un reproductor mp3, caminando solos o en pares. El estudio demostró que aquellos que estaban hablando por teléfono eran los que menos notaban la presencia del payaso. Este experimento fue diseñado por Ira E. Hyman, S. Matthew Boss, Breanne M. Wise, Kira E. Mckenzie yJenna M. Caggiano en la Western Washington University.